# State Farm Women's Tennis Classic
Lo State Farm Women's Tennis Classic è stato un torneo di tennis femminile che faceva parte della categoria Tier II all'interno del WTA Tour. Si giocava a Scottsdale (Arizona) negli USA sul cemento.

## Albo d'oro

### Singolare
| Anno | Vincitrice                                             | Finalista                                              | Punteggio     |
| ---- | ------------------------------------------------------ | ------------------------------------------------------ | ------------- |
| 2000 | Martina Hingis & Lindsay Davenport (finale cancellata) | Martina Hingis & Lindsay Davenport (finale cancellata) | N/A           |
| 2001 | Lindsay Davenport                                      | Meghann Shaughnessy                                    | 6–2, 6–3      |
| 2002 | Serena Williams                                        | Jennifer Capriati                                      | 6–2, 4–6, 6–4 |
| 2003 | Ai Sugiyama                                            | Kim Clijsters                                          | 3–6, 7–5, 6–4 |

### Doppio
| Anno | Vincitrici                         | Finaliste                         | Punteggio        |
| ---- | ---------------------------------- | --------------------------------- | ---------------- |
| 2000 | Finale cancellata                  | Finale cancellata                 | N/A              |
| 2001 | Lisa Raymond (1) Rennae Stubbs (1) | Kim Clijsters Meghann Shaughnessy | Walkover         |
| 2002 | Lisa Raymond (2) Rennae Stubbs (2) | Cara Black Elena Lichovceva       | 6–3, 5–7, 7–6(4) |
| 2003 | Kim Clijsters Ai Sugiyama          | Lindsay Davenport Lisa Raymond    | 6–1, 6–4         |